# صعوه سینه‌حنایی
صعوه سینه‌حنایی (نام علمی: Prunella strophiata) نام یک گونه از راسته گنجشک‌سانان است.